# فایرفاکس
موزیلا فایرفاکس (به انگلیسی: Mozilla Firefox) یا فقط فایرفاکس، یک مرورگر وب آزاد و متن-باز است که توسط بنیاد موزیلا و شرکت موزیلا توسعه و پشتیبانی می‌شود. فایرفاکس از موتور چیدمان گکو برای پردازش صفحات وب استفاده می‌کند که بیشتر استانداردهای وب را پشتیبانی می‌کند. آخرین نسخه‌های فایرفاکس به‌طور رسمی برای ویندوز ۱۰ یا جدیدتر، مک‌اواس و لینوکس و همچنین برای اندروید و آی‌اواس در دسترس هستند. با این حال، نسخه آی‌اواس به دلیل محدودیت‌های آن سکو، مانند سایر مرورگرها از موتور وب‌کیت به جای گکو استفاده می‌کند.
این مرورگر در ابتدا بیشتر بین کاربران لینوکس محبوبیت داشت، ولی با پدیدار شدن مشکلات امنیتی در اینترنت اکسپلورر که پراستفاده‌ترین مرورگر وب بود، کاربران ویندوز و مکینتاش نیز استفاده از این مرورگر وب را آغاز کردند.
فایرفاکس محبوبیت خود را مدیون داشتن سطح بالایی از قابلیت‌های سفارشی‌سازی و افزونه‌ها است.

## نام
نام این مرورگر وب برخلاف واژه «فاکس» (روباه) و لوگوی آن که شبیه روباه سرخ است، بنا به گفته مقامات موزیلا در حقیقت یک پاندای سرخ است. همچنین در ابتدا، لوگوی این مرورگر شبیه یک ققنوس بود.

## ویژگی‌ها
- گرفتن اسکرین‌شات از صفحه وب و اشتراک‌گذاری آن از نسخه Quantum 57.0 به بالا
- امکان کشیدن و رها کردن متن به جعبه جستجو
- قابلیت وب‌گردی به صورت ناشناس و از بین بردن تمامی اطلاعات مرورگر بعد از بسته شدن پنجره مرورگر
- با گسترش وب و اهمیت تبلیغات، طراحان وب‌سایت‌ها به فکر ایجاد صفحاتی افتادند که بدون خواست کاربر گشوده شوند، با استفاده از امکان pop-up blocker، این صفحات امکان ایجاد مزاحمت ندارند
- امکان گشودن چند صفحه در یک پنجره (تب) و کشیدن و رها کردن (drag-and-drop) آن‌ها
- امکان مدیریت و پاک کردن آسان اطلاعات شخصی
- پشتیبانی از SVG و CSS2 و CSS3 و JavaScript
- پشتیبانی از صفحات طراحی‌شده با فناوری ای‌جکس (AJAX)
- پشتیبانی از ویژگی‌های ویژهٔ CMSهای رایج
- ده‌ها ویژگی مختلف دیگر

### سفارشی‌سازی
یکی از ویژگی‌های فایرفاکس، امکان تغییر آن به سلیقه هر فرد است. برای این کار فایرفاکس دو مورد را در نظر گرفته‌است. اول توانایی‌های مرورگر وب، دوم ظاهر آن.
سفارشی‌سازی توانایی‌های فایرفاکس با کمک فایل‌هایی با حجم کم به نام افزونه مرورگر ممکن می‌شود. این افزونه‌ها در واقع تکه‌های کوچک برنامه هستند که قابلیت‌های مختلف به این مرورگر وب می‌افزایند. تم‌های مختلف این مرورگر وب هم شخصی‌سازی ظاهر آن را راحت می‌کند.

## مشکلات فایرفاکس
بعضی کاربران خواستار اضافه شدن افزونه‌های پرتقاضا به فایرفاکس هستند ولی توسعه دهندگان فایرفاکس این کار را مغایر با هدف آن‌ها یعنی یک مرورگر وب سبک می‌دانند؛ البته بیشتر این افزونه‌ها و قابلیت‌های بسیار دیگر مستقیماً قابل بارگیری و نصب روی فایرفاکس هستند.
یکی از مشکلات دیگری هم که به فایرفاکس نسبت داده می‌شود مشکلاتی است که توسط پلاگین ادوبی فلش (Macromedia Flash) ایجاد می‌شود که برای لینوکس ارائه شده که این مشکل ارتباطی به خود فایرفاکس ندارد.

## انتشارهای فایرفاکس
قبل از آوریل ۲۰۱۱، موزیلا در مدت‌های طولانی نسخه فینال فایرفاکس را توزیع می‌کرد اما با تغییر سیاست‌ها و برای رقابت، نسخه‌های پایدار هر شش هفته عرضه و شمارهٔ اصلی نسخه یکی بالا می‌رود. از همین تاریخ فرایند توسعهٔ فایرفاکس به چند کانال مختلف تقسیم شد:
- "Nightly Builds" که انتشار پیش آلفا (Pre-Alpha) است و حاوی آخرین ویژگی‌ها و به‌روز رسانی‌های آزمایش نشده‌است.
- "Aurora" که انتشار آلفا (Alpha) مبتنی بر "Nightly Builds" است و ویژگی‌ها و به‌روز رسانی‌هایی که تحت آزمایش‌های پایه هستند را ارائه می‌دهد؛ از نسخهٔ ۳۵ نام این کانال به "Developer Edition" تغییر کرد.
- "Beta" که انتشار بتا مبتنی بر کانال قبل است و پایداری بیشتری نسبت به دو کانال اولیه دارد.

معمولاً موزیلا قبل از انتشار نسخهٔ پایدار نهایی، نسخه‌های نامزد انتشار (Release candidate) را عرضه می‌کند و سپس انتشار پایدار عرضه می‌شود که از تاریخ مذکور موزیلا آن را انتشار سریع (Rapid release) گذاشته‌است. این چرخهٔ انتشار شتاب داده شده با انتقاداتی از کاربران مواجه شد که معتقدند این انتشارهای بسیار سریع اغلب باعث شکسته شدن سازگاری افزونه‌ها با نسخه‌های فینال می‌شود و نیاز به توسعهٔ مستمر و مداوم برای سازگار نگه داشتن افزونه‌ها است. همچنین عده‌ای معتقدند فایرفاکس تلاش می‌کند تا شمارهٔ نسخه‌ها را به تقلید از گوگل کروم بالا ببرد تا با آن مقایسه شود.

### پشتیبانی بلندمدت
فایرفاکس با پشتیبانی بلندمدت که تحت نام "Extended Support Release" (کوته‌نوشت: ESR) یعنی انتشارِ پشتیبانی افزایش‌یافته یا افزوده‌شده توسط بنیاد موزیلا عرضه و پشتیبانی می‌شود یک انتشار رسمی از فایرفاکس است که هم‌زمان با هر هفت انتشار معمولی عرضه می‌شود ولی برخلاف نسخه‌های معمولی که هر شش هفته عرضه و به محض عرضهٔ نسخه جدید، پشتیبانی از نسخهٔ قبل متوقف می‌شود، نسخه‌های با پشتیبانی بلندمدت تا حدود یک سال پشتیبانی می‌شوند، این پشتیبانی فقط محدود به اصلاحات امنیتی با ریسک بالا است و هیچ قابلیت جدید و اصلاحات مرتبط با پایداری ارائه نمی‌شود، لذا این انتشار فقط برای سازمان‌ها، ادارات و مراکز آموزش یا هرجا که در به‌روزرسانی سیستم‌ها دارای محدودیت هستند مناسب است. انتشارهای پشتیبانی بلندمدت با هر هفت انتشار معمولی منتشر می‌شوند: ۱۰, ۱۷, ۲۴, ۳۱, ۳۷, ۴۵, ۵۲

## فایرفاکس قابل حمل
وب‌سایت PortableApps.com, یک نسخه غیررسمی از فایرفاکس با نام فایرفاکس قابل حمل (en) عرضه می‌کند که قابلیت اجرا روی یواس‌بی فلش درایو (فلش USB، حافظه فلش) و لوح نوری یا هر نوع دستگاه ذخیره‌سازی داده رایانه از نوع داخلی یا خارجی (اکسترنال) دارد.